# Aulus Plautius
Aulus Plautius était un général et homme politique romain du milieu du Ier siècle, qui a entamé la conquête romaine de la Grande-Bretagne en 43 apr. J.-C. et est devenu le premier gouverneur de la nouvelle province romaine de Bretagne, de 43 à 46.

## Carrière
Aulus Plautius a été choisi  par l'Empereur Claude pour mener l'invasion de la Bretagne en 43, avec le soutien de Verica, roi des Atrebates et allié de Rome. Son armée était composée de quatre légions: IX Hispana, II Augusta (commandée par le futur Empereur Vespasien), XIV Gemina, et XX Valeria Victrix, ainsi que de 20 000 troupes auxiliaires, notamment Thraces et Bataves. Après sa victoire, à son retour à Rome et à la vie civile, Plautius a reçu une ovation, au cours de laquelle l'Empereur lui-même a marché à ses côtés jusqu'au Capitole.

## Famille
Plautius était le fils d'Aulus Plautius et de Vitellia et probablement le frère de Quintus Plautius, consul en 36. Son épouse était Pomponia Graecina, fille de Gaius Pomponius Graecinus, consul suffect en 16. Après l'exécution de sa cousine Julia Livia par Claude et Messaline, Pomponia a porté son deuil pendant 40 jours, défiant l'Empereur sans encourir de sanction, certainement du fait de la popularité militaire de son mari. En 57, elle fut accusée de pratiquer une "superstition étrangère". Il est possible qu'elle était chrétienne. Conformément à la loi romaine, elle a été jugée par son mari devant sa famille et acquittée.
Un autre Aulus Plautius, amant supposé d'Agrippine la Jeune qui l'encourageait à revendiquer le trône impérial, a été assassiné par Néron. C'était peut-être son fils.

## Fiction
Le personnage de Plautius apparaît dans le roman Quo Vadis de Henryk Sienkiewicz, ainsi que dans son adaptation au cinéma, qui présente Plautius (interprété par Felix Aylmer). Alors que dans le roman, seule son épouse Pomponia est chrétienne, ce que son mari ignore, dans le film, Plautinus l'est également (historiquement, son épouse l'a peut-être été, mais lui-même ne l'était certainement pas). Son personnage est interprété par David Morrissey dans la série télévisée Britannia, inspirée des conquêtes romaines.